# Schechingen
Schechingen là một thị xã nằm ở huyện Ostalbkreis, thuộc bang Baden-Württemberg, Đức.

## Thị trưởng
- -1965: Josef Schäffner
- 1966–1996: Jürgen Schaich
- 1996–2020: Werner Jekel
- Từ năm 2020: Stefan Jenninger[2]